# Еделень
Еделень (угор. Edelény) — місто на північному сході Угорщини за 25 кілометрах від столиці медьє — міста Мішкольца. Населення — 11 168 осіб (2001).

## Міста-побратими
- Бад-Зобернхайм, Німеччина
- Молдава-над-Бодвоу, Словаччина
- Ворб, Швейцарія
- Севеж, Польща